# Honda VT 500 E
Honda VT 500 E je motocykl kategorie naked bike, vyvinutý firmou Honda, vyráběný v letech 1983–1987.
Vidlicový motor má úhel válců 52°, takže je motor lehký a kompaktní. Stejný motor používal i chopper Honda VT 500 C Shadow a pro severoamerický trh vyráběný VT 500 FT Ascot.

## Technické parametry
- Rám: dvojitý kolébkový ocelový
- Suchá hmotnost: 180 kg
- Pohotovostní hmotnost: 204 kg
- Maximální rychlost: 187 km/h
- Spotřeba paliva: 4,5 l/100 km